# Hebbulse, Somvarpet
Hebbulse là một làng thuộc tehsil Somvarpet, huyện Kodagu, bang Karnataka, Ấn Độ.